# Custodiante
Um banco custodiante, ou simplesmente custodiante, é uma instituição financeira especializada responsável pela prestação de serviços de valores mobiliários. Ele protege os ativos de gerentes de ativos, companhias de seguros, fundos de cobertura e não está envolvido em empréstimos comerciais ou bancários de varejo/consumidor "tradicionais". O papel de um custodiante nesse caso seria:
- manter em custódia ativos/títulos, como ações, obrigações, commodities, como metais preciosos e moeda (dinheiro), nacionais e estrangeiros
- providenciar a liquidação de quaisquer compras e vendas e entregas dentro/fora de tais valores mobiliários e moeda
- coletar informações e receitas de tais ativos (dividendos no caso de ações e cupons (pagamentos de juros) no caso de títulos) e administrar documentos de retenção de impostos relacionados e recuperação de impostos estrangeiros
- administrar ações corporativas voluntárias e involuntárias sobre valores mobiliários detidos, como dividendos de ações, desdobramentos de ações, combinações de negócios (fusões), ofertas públicas, chamadas de títulos, etc.
- fornecer informações sobre os valores mobiliários e seus emissores, como assembleias gerais anuais e procurações relacionadas
- manter contas bancárias em dinheiro/moeda, efetuar depósitos e retiradas e gerenciar outras transações em dinheiro
- realizar operações de câmbio
- muitas vezes executa serviços adicionais para clientes específicos, como fundos mútuos; exemplos incluem contabilidade de fundos, administração, serviços jurídicos, de compliance e de suporte tributário

Usando as definições dos EUA, uma pessoa que possui títulos de rua e que não é membro de uma bolsa, detém os títulos por meio de uma cadeia de registro que envolve um ou mais custodiantes. Isso se deve à inviabilidade percebida de registro de valores mobiliários negociados em nome de cada detentor individual; em vez disso, o custodiante ou custodiantes são registrados como detentores e mantêm os valores mobiliários em um arranjo fiduciário para os detentores de valores mobiliários finais. No entanto, os detentores finais de valores mobiliários ainda são os proprietários legais dos valores mobiliários. Eles não são meramente beneficiários do custodiante como administrador. O custodiante não se torna em nenhum momento o proprietário dos valores mobiliários, mas apenas uma parte da cadeia de registro que liga os proprietários aos valores mobiliários. As práticas globais de custódia de valores mobiliários variam substancialmente com mercados como Reino Unido, Austrália e África do Sul incentivando contas de valores mobiliários designadas para permitir a identificação dos acionistas pelas empresas.
A definição de "acionista" geralmente é mantida pela lei societária, e não pela lei de valores mobiliários. Uma função dos custodiantes (que pode ou não ser aplicada pela regulamentação de valores mobiliários) é facilitar o exercício dos direitos de propriedade das ações, por exemplo, e processar dividendos e outros pagamentos, ações corporativas, o produto de um desdobramento ou grupamento de ações, a capacidade de voto na assembleia geral anual da empresa, informações e relatórios enviados pela empresa e assim por diante. A extensão em que tais serviços são oferecidos é uma função do contrato com o cliente, juntamente com as regras, regulamentos e leis relevantes do mercado.
Os bancos custodiantes são muitas vezes referidos como custodiantes globais se eles guardam ativos para seus clientes em várias jurisdições ao redor do mundo, usando suas próprias filiais locais ou outros bancos custodiantes locais ("subcustodiante" ou "bancos agentes") com os quais eles contratam estar em sua "rede global" em cada mercado para manter contas de seus respectivos clientes. Os ativos mantidos dessa maneira são normalmente de propriedade de empresas institucionais maiores com um número considerável de investimentos, como bancos, seguradoras, fundos mútuos, fundos de cobertura e fundos de pensão.

## História

### História antiga
Em 1961, o presidente dos Estados Unidos, John F. Kennedy, estabeleceu um Comitê de Planos de Pensões Corporativas. Dois anos depois, a Studebaker Auto Manufacturer fechou seus negócios e operações e deixou de fornecer pensões aos aproximadamente sete mil funcionários afetados. Assim, em 1974, o presidente dos Estados Unidos, Gerald Ford, propôs uma Lei de Segurança de Renda de Aposentadoria do Empregado, protegendo os padrões dos planos de benefícios do empregado.
Desde que a Lei entrou em vigor, os empregadores não podem deter e manter seus ativos de fundos de pensão. Em vez disso, eles são obrigados a nomear custodiantes externos para proteger os ativos. Além disso, eles são obrigados a nomear curadores e depositários para garantir que os fundos de pensão sejam operados no melhor interesse dos titulares de pensões e alinhados aos mandatos de investimento.

### Desenvolvimentos adicionais
E agora, mais bancos desenvolveram uma gama de custódia e serviços relacionados (serviços de valores mobiliários) e estão interessados em desenvolver novas tecnologias (por exemplo, blockchain, API, registro distribuído) e alinhar-se com os requisitos regulatórios em rápida evolução, como ativos digitais.